# Yellow Ledbetter
"Yellow Ledbetter" é uma canção da banda de rock americana Pearl Jam. Com letras escritas pelo vocalista Eddie Vedder e música co-escrita pelo baixista Jeff Ament e o guitarrista Mike McCready, "Yellow Ledbetter" foi um outtake do álbum de estreia da banda, Ten (1991). A canção foi selecionada pela banda para estar no lado B do single "Jeremy" (1992), onde foi lançada pela primeira vez. A canção finalmente entrou nas paradas musicais, alcançando a posição de número 21 na Billboard Mainstream Rock. A canção também foi incluída no álbum de raridades e lados B do grupo, Lost Dogs (2003); e no álbum greatest hits, Rearviewmirror (Greatest Hits 1991–2003) (2004).

## Paradas musicais
| País/Parada (1994–95)               | Melhor posição |
| ----------------------------------- | -------------- |
| Estados Unidos (Alternative Airplay | 26             |
| Estados Unidos (Mainstream Rock)    | 21             |